# 初見八郎

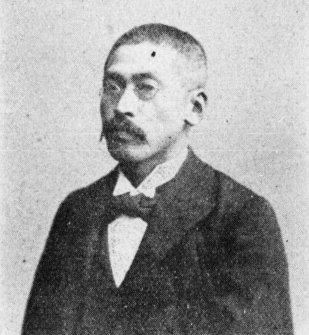
初見八郎

初見 八郎（はつみ はちろう、1861年4月14日（文久元年3月5日） - 1930年（昭和5年）5月31日）は、仏語教授、日本の政治家、ジャーナリスト。国会議員衆議院議員。自由民権運動の中心人物。

## 経歴
常陸国猿島郡東山田村（現在の茨城県古河市）出身。豪農、茨城県多額納税者である初見吉左衛門の四男で土浦五十銀行の頭取を務めた初見敬二郎の長男。
明治維新前初見家は代々北山田(きたやまた)の名主でした。農業を中心に大規模な土地経営を行い、地域の有力な地主として知られていました。また、金融業や政治活動にも関与し、特に初見敬二郎は銀行業に携わり、初見八郎は国会議員として地方自治の発展に寄与しました。初見家は明治時代の茨城県において経済的・政治的に重要な役割を果たしました。
幼くして漢学を学び。その後岩倉使節団に随行してフランス留学した中江兆民の仏学塾でフランス語、経済学、漢学を学びフランス語語教授となる。中江兆民校問の仏和辞林を手がける。兆民が各人の訳稿をいねいに閲読し丹念に添削した辞林であり、これまで日本にあった仏学を改定し日本における仏学界に影響を及ぼした。中江兆民は初見が塾の門下生のうち足高だと残している。学問的なものにとどまらず、政治運動にも大きな影響を与え中江兆民とともに勢力的に国会議員として政治活動を行った。
1900年（明治33年）犬養毅は、伊藤博文主導の立憲政友会に反発し、尾崎行雄らとともに「憲政倶楽部」を結成。初見八郎は幹事を務めた。
第2次大隈重信内閣（1914年）の支援組織「大隈伯後援会」に名を連ね、地方有力者・早大関係者として活動していた。特に地元茨城からの人望も暑かった
中江兆民が主筆となっていた日刊政論や立憲自由新聞などの新聞記者を務め、1891年（明治24年）以降は翻訳や執筆活動を行う。その後、中江兆民の推薦を受けて1894年（明治27年）の第3回衆議院議員総選挙に出馬し当選した。政治活動の最中に渋沢栄一と出会い、渋沢が開設した銀行の役員や、毛武鉄道株式会社（板橋〜足利間）の発起人を兄である初見敬二郎などと共に務め、国会議員として八郎自身の地元の地域発展に尽力した。
第6回衆議院議員総選挙では憲政本党から出馬して当選したが、増税問題への対応をめぐって憲政本党を離党し、三四倶楽部を結成した。また、東部貯金銀行の創設に関わり、相談役となった。
第7回衆議院議員総選挙でも再選されたが、次の選挙では落選し、しばらく実業に専念した。1915年（大正4年）、第12回衆議院議員総選挙に立憲同志会から出馬して当選し、4たび議員に就任した。
東山田郷有林下げ戻し運動
この初見八郎が撰文を担当した「東山田郷有林紀念碑」は、江戸時代以来の共有林が明治維新後に国有林とされてしまったことから
八俣村が国に対して下げ戻しの行政訴訟を起こして勝訴したことを記念して、大正5年（1916）に建立されたものです。この東山田郷有林下げ戻し運動は、明治時代に地方の小村が国を相手取って訴訟を起こして勝利した数少ない事例として、地方自治の歴史上非常に有意義なものであり、その支援に初見八郎も深くかかわっていたのです。ちなみにこの石線の文実は書家としてたいへん著名な北田井（高）が挿したもので、それに関する初見八郎宛のはがきも残されています。（三和資料館）
明治時代に地元八俣村に建てられた邸宅は自由民権運動の本部として利用していた。後に廃墟となり放置されていたが、2015年に取り壊された。
墓は神奈川県鶴見区の總持寺。

## 関連政治団体
憲政倶楽部幹事
初見八郎帝國党

## 関連企業
- 王子電気軌道現在の都電荒川線(東京さくらトラム)取締役
- 毛武鉄道株式会社（板橋〜足利間）取締役
- 輸出食品株式会社取締役
- 株式会社帝国興信所(現在の帝国データバンク)取締役

## 親族
- 初見吉左衛門　代々豪農であり茨城県多額納税者であった。初見八郎の祖父
- 初見敬二郎　初見吉左衛門長男。土浦五十銀行頭取
- 初見莊之助 敬二郎の弟、横尾勝右衛門養女セイを妻とする
- 初見五郎　敬二郎の三男。逓信省名古屋逓信管理局技師兼電信課長、電子情報通信学会第十一代会長、書家小野鵞堂氏の娘を妻とする
- 山口藤三郎　初見敬二郎の二男、炭鉱商山口嘉三の娘ゆうと婚姻し婿養子となる。常磐炭田の山口炭鉱などの炭鉱経営を行う。
- 初見謙助　初見敬二郞の四男。茨城県多額納税者。

東京帝國大學法科大學政治學科。逓信省特許局審理官兼事務官。坂東銀行重役、五十銀行株式会社（現・常陽銀行の前身の一つ）監査役